# 29646 Polya
29646 Polya (1998 WJ) là một tiểu hành tinh vành đai chính được phát hiện ngày 16 tháng 11 năm 1998 bởi P. G. Comba ở Prescott.